# Tavola pitagorica
La tavola pitagorica è una matrice di numeri naturali caratterizzata dal fatto che il valore presente nella posizione individuata dalla riga {\displaystyle i} e dalla colonna {\displaystyle j} è il prodotto di {\displaystyle i\times j.}
| ×  | 1  | 2  | 3  | 4  | 5  | 6  | 7  | 8  | 9  | 10  |
| -- | -- | -- | -- | -- | -- | -- | -- | -- | -- | --- |
| 1  | 1  | 2  | 3  | 4  | 5  | 6  | 7  | 8  | 9  | 10  |
| 2  | 2  | 4  | 6  | 8  | 10 | 12 | 14 | 16 | 18 | 20  |
| 3  | 3  | 6  | 9  | 12 | 15 | 18 | 21 | 24 | 27 | 30  |
| 4  | 4  | 8  | 12 | 16 | 20 | 24 | 28 | 32 | 36 | 40  |
| 5  | 5  | 10 | 15 | 20 | 25 | 30 | 35 | 40 | 45 | 50  |
| 6  | 6  | 12 | 18 | 24 | 30 | 36 | 42 | 48 | 54 | 60  |
| 7  | 7  | 14 | 21 | 28 | 35 | 42 | 49 | 56 | 63 | 70  |
| 8  | 8  | 16 | 24 | 32 | 40 | 48 | 56 | 64 | 72 | 80  |
| 9  | 9  | 18 | 27 | 36 | 45 | 54 | 63 | 72 | 81 | 90  |
| 10 | 10 | 20 | 30 | 40 | 50 | 60 | 70 | 80 | 90 | 100 |

È utilizzata per eseguire a mano qualsiasi moltiplicazione con il sistema numerico decimale. In ambito scolastico essa ha solitamente 10 righe e 10 colonne e ogni riga e/o colonna di tale matrice è chiamata "tabellina": per esempio, la quarta riga (o colonna) è detta "tabellina del quattro". Essendo il prodotto di due numeri naturali anch'esso un numero naturale, la tavola pitagorica è formata da 100 numeri naturali.
Poiché la moltiplicazione tra numeri interi gode della proprietà commutativa, la tavola pitagorica è una matrice simmetrica.

## Storia
L'attribuzione di questa tabella a Pitagora sembra essere dovuta all'errore compiuto da un copista che trascrisse l'Ars Geometrica di Severino Boezio. Egli disegnò una "tavola di moltiplicazione" anziché una "Mensa Pithagorica", un abaco a scacchiere, lasciando la dicitura "Tabula Pithagorica". In Europa, la prima tavola moltiplicativa di cui si abbia notizia certa fu opera di Vittorio d'Aquitania, il quale la realizzò intorno al 450.
I bastoncini di Nepero possono essere considerati una generalizzazione della tavola pitagorica in quanto permettono di costruire rapidamente la 'tabellina' di un intero con un numero arbitrario di cifre.
Tra il XIX e la prima metà del XX secolo furono molto diffusi dei volumi contenenti tavole moltiplicative molto estese.
Dalla legge di distribuzione dei numeri nella tavola pitagorica derivano numerose e curiose proprietà .

### Tavola delle moltiplicazioni
Fino a tutto il XX secolo in Spagna, il metodo didattico prevalente per l'insegnamento delle tabelline a scuola era nel sinottico seguente

Questa visualizzazione delle tabelline si può semplificare eliminando la facile tabellina dell'1 ed eliminando le ripetizioni dovute alla commutatività della moltiplicazione (ad esempio non bisogna scrivere entrambi 6x8=48 e 8x6=48): le tabelline semplificate sono adatte come poster per facilitare la memorizzazione.